# تهران پلاک ۱
تهران پلاک ۱ (با نام پیشین: مجتمع مسکونی دلنواز) یک مجموعه تلویزیونی محصول سال ۱۳۹۱ به کارگردانی مهدی مظلومی، نویسندگی رضا مقصودی و تهیه‌کنندگی فرهاد فرج نظام می‌باشد که از شبکه تهران پخش شد. این مجموعه در ۳۰ قسمت ۴۰ دقیقه‌ای به صورت اپیزودیک تهیه شد. موسیقی تیتراژ این مجموعه توسط بهنام علمشاهی اجرا شده‌است.
در هر قسمت این مجموعه به یکی از موضوعات و مشکلات آپارتمانی نشینی از جمله شارژ ماهیانه، مشاعات آپارتمان، زباله، پارکینگ، انباری، صدای مزاحم و… می‌پردازد.

## سانسور
در تابستان ۹۸ تهران پلاک ۱ با سانسور نام کارگردان «مهدی مظلومی» از تیتراژ، در شبکهٔ آی‌فیلم بازپخش شد.

## خلاصهٔ داستان
عموی مراد فوت می‌کند و چون وارث دیگری ندارد تمام ارثش به مراد (حامد وکیلی) و خانواده‌اش که در ده زندگی می‌کردند می‌رسد. این آغازی می‌شود بر نقل مکان آنها از ده به شهر تهران و تفاوت فرهنگی که داستان‌های زیبایی را خلق می‌کند…

## بازیگران
- امیر غفارمنش
- حامد وکیلی
- مهتاج نجومی
- علیرضا خمسه
- اشکان خطیبی
- ارژنگ امیرفضلی
- مرضیه صدرایی
- داریوش مؤدبیان
- علی آقایی
- ناهید مسلمی
- شهرزاد عبدالمجید
- آزیتا ترکاشوند
- لیلا بوشهری
- مجید یاسر
- اردشیر کاظمی
- سالار دریا